# 吳士武
吳士武（?—?），山西省平定直隸州人，清朝政治人物、進士出身。
光緒十八年（1892年），参加光緒壬辰科殿試，登進士二甲63名。同年五月，改翰林院庶吉士。